# Românii din Portugalia
Comunitatea românească din Portugalia este cea mai numeroasă provenind dintr-un stat membru UE și a patra după cele din Brazilia, Capul Verde și Marea Britanie. Comunitatea românească este bine integrată, lucru facilitat de similitudinile de limbă și cultură, dar și de deschiderea generală și toleranța față de străini a societății lusitane. 
Potrivit datelor Serviciului pentru Străini și Frontiere (SEF) din Portugalia, în 2019, comunitatea românească număra 31.065 cetățeni români înregistrați. Românii de pe teritoriul portughez sunt concentrați, în principal, în zona centrală (Lisabona, Setubal și Santarem) și în cea de sud (Algarve). 
Accesul pe piața muncii
De la 1 ianuarie 2009, odată cu liberalizarea accesului pe piața muncii pentru cetățenii români nu mai este necesară obținerea unui permis de muncă, înaintea sosirii în Portugalia.

Limba română, biblioteci, mass media
Limba română se predă  la Universitatea din Lisabona -  Facultatea de Litere - Departamentul de Lingvistică Generală și Romanică,  la Institutul Cultural Român din Lisabona și în mai multe școli portugheze unde sunt înscriși elevi români (cursul de Limbă, Cultură și Civilizație Românească). 
Ca urmare a semnării, în septembrie 2015, a Declarației de intenție a Guvernelor român și portughez (reprezentate de cele două Ministere ale Educației), începând cu anul școlar 2015-2016, Cursul de Limbă, Cultură și Civilizație Românească se predă în mai  multe școli portugheze unde sunt înscriși elevi români. 
Totodată, în Portugalia, limba română se predă de 10 ani la Școala românească de sâmbătă de la Lisabona, coordonată de preotul paroh Marius Viorel Pop, precum și în cadrul altor parohii. 
Există o bibliotecă cu carte românească la sediul Institutului Cultural Român din Lisabona. Asociațiile românești dețin, la rândul lor, cărți în limba română, provenite din donațiile statului român (la Almancil, Lisabona și Setubal). De asemenea, o mică bibliotecă a fost organizată de Lectoratul de Limbă Română de la Universitatea Lisabona.
În Portugalia există publicația de limba română "Români în Lusitania", format tipărit și online, înființată în octombrie 2017.